# Phaeogenes impressus
Phaeogenes impressus là một loài tò vò trong họ Ichneumonidae.